# Provincia di Battambang
La provincia di Battambang (detta anche Batdambang; ខេត្តបាត់ដំបង in lingua khmer) è una provincia della Cambogia situata nel nordovest del paese e il suo capoluogo è Battambang. Quella di Battambang è una delle nove province che fanno parte della riserva della biosfera del Tonle Sap.

## Amministrazione
Attualmente la provincia del Battambang ha 13 distretti, 96 comuni e 741 villaggi e copre un'area di 11,622 km² con una popolazione di 1.024.663 abitanti.
| ISO  | Nome distretto | Nome distretto romanizzato |
| ---- | -------------- | -------------------------- |
| 0201 | បាណន់            | Banan                      |
| 0202 | ថ្មគោល           | Thma Koul                  |
| 0203 | ក្រុងបាត់ដំបង       | Bat Dambang                |
| 0204 | បាវិល            | Bavel                      |
| 0205 | ឯកភ្នំ           | Ek Phnom                   |
| 0206 | ម៉ោងឬស្សី          | Moung Ruessei              |
| 0207 | រតនមណ្ឌល        | Rotanak Mondol             |
| 0208 | សង្កែ            | Sangkae                    |
| 0209 | សំឡូត            | Samlout                    |
| 0210 | សំពៅលូន           | Sampov Loun                |
| 0211 | ភ្នំព្រឹក          | Phnum Proek                |
| 0212 | កំរៀង            | Kamrieng                   |
| 0213 | កោះក្រឡ           | Koas Krala                 |

## Attrazioni e cultura
"The Battambang Provincial Service of Culture and Fine Arts" è un'agenzia governativa locale che fa da intermediario con il governo centrale e provvede alle direttive di quest'ultimo sui temi della cultura e delle belle arti.
La provincia del Battambang ospita i templi di Wat Ek Phnom e Wat Banan, entrambi risalenti al X secolo, inoltre è famosa per aver dato i natali ad alcuni dei migliori pugili di Pradal Serey.